# Chromadorea
Classe
Ordres de rang inférieur
- Araeolaimida
- Benthimermithida
- Chromadorida
- Desmodorida
- Desmoscolecida
- Monhysterida
- Oxyurida
- Plectida
- Rhabditida
- Rhigonematida

Les Chromadorea, les nématodes chromadorés, sont une classe de nématodes.
Ils étaient considérés comme une sous-classe du groupe paraphylétique des Adenophorea, qui a été abandonné depuis par les auteurs. Il semblerait cependant que le groupe des Chromadorea ne soit pas monophylétique non plus si on le prend en compte comme indiqué dans cet article. Il y a au moins le groupe des Monhysterida qui semble être distinct et former une lignée plus ancienne que les autres.
Selon wikispecies, la classe ne contient qu'une seule sous-classe (Chromadoria) et dix ordres.